# Chapelle du Verger
La chapelle du Verger est une chapelle située sur la commune de Saint-Voir, dans le département de l'Allier, en France.

## Historique
L'édifice religieux, à pans de bois, construit au XVe siècle, est classé au titre des monuments historiques en 1989.